# کاستیت ای لا گرنال
کاستیت ای لا گرنال (به اسپانیایی: Castellet i la Gornal) یک شهرستان در اسپانیا است که در استان بارسلون واقع شده‌است.

## خصوصیات
کاستیت ای لا گرنال ۴۷٫۵۰ کیلومترمربع مساحت و ۲٬۲۲۲ نفر جمعیت دارد و ۱۳۷ متر بالاتر از سطح دریا واقع شده‌است.